# Groton (kommun, Connecticut)

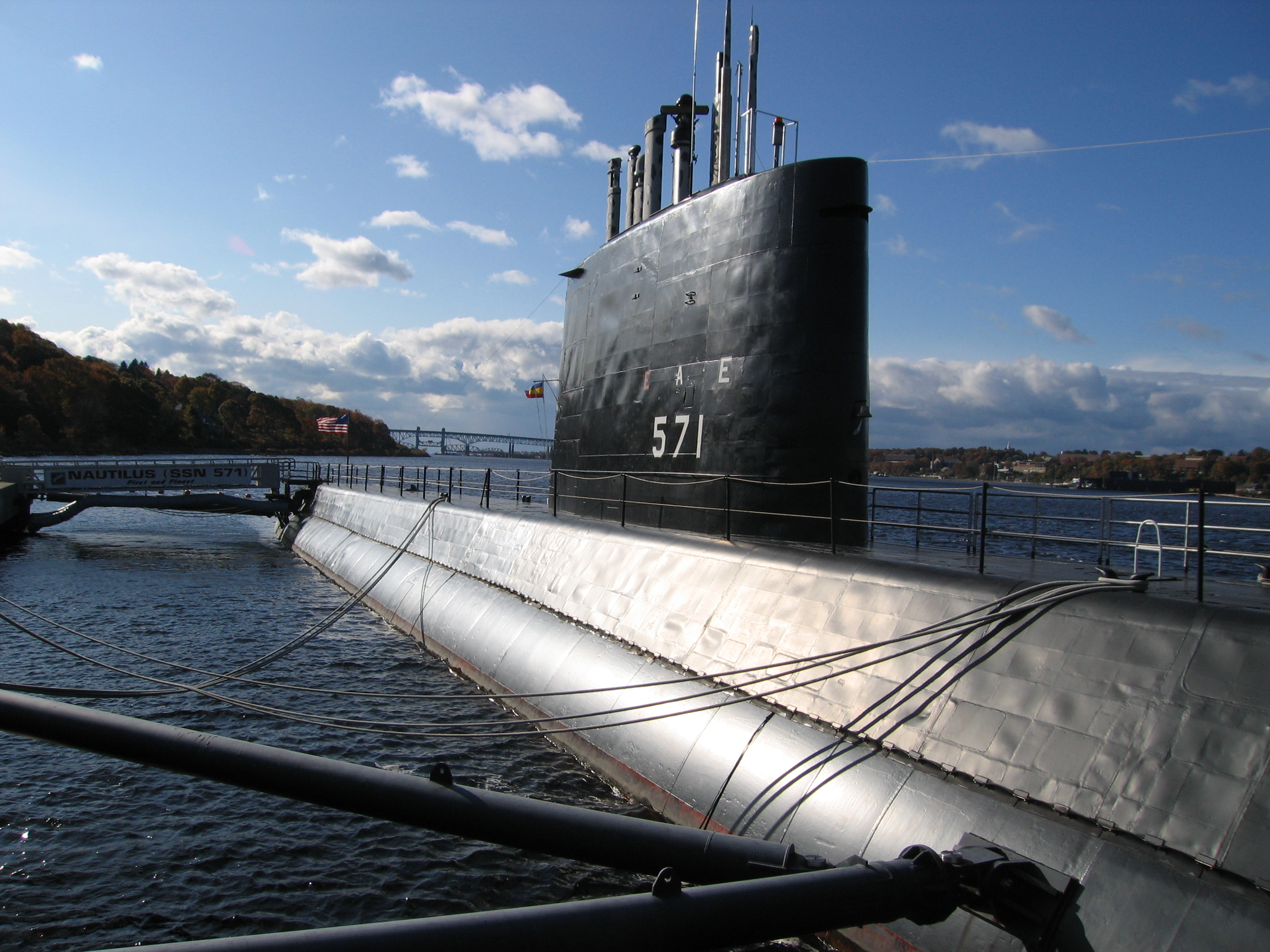
förtöjd vid Submarine Force Museum i Groton.

Groton är en stad (town) i New London County i den amerikanska delstaten Connecticut. 
Staden har varit känd för skeppsbyggande sedan 1800-talet, och idag är ubåtstillverkaren General Dynamics Electric Boat en av områdets största arbetsgivare.  Bland annat byggdes världens första atomdrivna ubåt, USS Nautilus för USA:s flotta, i kommunen 1954, och återvände 1980 för att bli ett museifartyg. Här finns även ubåtsbasen Naval Submarine Base New London.
Stadens administrativa struktur är unik för delstaten, eftersom staden Groton omfattar ett mindre område än kommunen (alla andra städer i Connecticut sammanfaller med sina respektive kommuner).

## Kända personer
Kända personer från Groton, som har bott på orten, eller som är starkt förknippade med orten: 
- Robert G. Albion (1896–1983), historiker, dog i Groton.
- Brian Anderson (1976-), skateboardåkare från Groton.
- James Avery (1620–1700), kapten vid New London Company.
- Doktor James Cook Ayer (1818–1878), affärsman.
- Ambrose Burfoot (1946–), maratonlöpare som växte upp i Groton.
- Dave Campo, NFL-coach som gick på Fitch Senior High School.
- Waightstill Avery (1741–1821), politiker och soldat.
- Silas Deane (1737–1789), delegat till Kontinentalkongressen och USA:s första utländska diplomat, född i Groton.
- John J. Kelley (1930–), vinnare av Boston Maraton 1957, deltagare i två OS.
- Husband E. Kimmel (1882–1968), amiral, dog i Groton.
- William Ledyard (1738–1781), militär, dog i Groton.
- John Ledyard (1751–1789), upptäckare, född i Groton.
- Fran Mainella, gick på Fitch Senior High School.
- Paul Menhart, pitcher som gick på Fitch Senior High School.
- Lou Palazzi (1921–2007), NFL-spelare, född i Groton.